# Flora Fraser (21e Lady Saltoun)
Pour les articles homonymes, voir Fraser.
Marjorie Flora Fraser, 21e Lady Saltoun, née le 18 octobre 1930 à Édimbourg et morte le 3 septembre 2024, est une pair écossaise.
Jusqu'à sa retraite le 12 décembre 2014, elle est la seule titulaire d'une seigneurie du Parlement à avoir un siège à la Chambre des lords en tant que pair héréditaire élue.
Lady Saltoun est le chef du nom et des armoiries du clan Fraser du 1er mai 1984 à sa mort, par décret de la Cour du Lord Lyon. Elle est également à la tête de la famille écossaise des basses terres, les Frasers of Philorth.

## Biographie
Flora Fraser est née à Édimbourg, en Écosse, fille d'Alexander Fraser et de Dorothy Geraldine Welby. Son grand-père maternel est Charles Glynne Earle Welby, 5e baronnet. Elle a un frère aîné, Alexander Simon Fraser, maître de Saltoun. En 1933, son père devient le 20e Lord Saltoun. Son frère reçoit la Croix militaire et est tué au combat en mars 1944 alors qu'il sert avec les Grenadier Guards, faisant de Flora l'héritière de la Seigneurie.
En 1979, à la mort de Lord Saltoun, Flora devient la 21e Lady Saltoun et obtient un siège à la Chambre des lords. En 1999, en raison de la House of Lords Act 1999, 662 pairs héréditaires sont expulsés de la Chambre. Cependant, Lady Saltoun est l'un des quatre-vingt-dix pairs héréditaires élus pour rester à la Chambre.
Le 6 octobre 1956 à Fraserburgh, Aberdeenshire, Lady Saltoun épouse Alexander Ramsay de Mar (1919-2000), petit-fils du prince Arthur, duc de Connaught et Strathearn, gardant son nom de jeune fille après le mariage.
Les enfants de Saltoun sont :
- Katharine Fraser, maîtresse de Saltoun, l'héritière de la Pairie de sa mère et à la direction du clan Fraser
- Alice Elizabeth Margaret Ramsay (8 juillet 1961)
- Elizabeth Alexandra Mary Ramsay (15 avril 1963)